# Chechehet
Chechehet (Het), izumrla etnolingvistička porodica američkih Indijanaca iz argentinskih Pampa, koja je po Rivetu i Loukotki (1952.) bila jedna od 108 njima poznatih porodica iz Južna Južne Amerike. Porodica Chechehet obuhvaća 3 grupe plemena i jezika: Chechehet, Diuihet i Taluhet iz argentinskih provincija Buenos Aires i La Pampa. Srodni su možda Puelchima. 
Porodicu chechehet neki autori danas poistovječuju s puelche, koje Rivet i Loukotka obje posebno navode na svojim popisima.

## Vanjske poveznice
- Lengua Het